# Il sole nero
Pour plus de détails, voir Fiche technique et Distribution.
Il sole nero est un film dramatique franco-italien réalisé par Krzysztof Zanussi et sorti en 2007. 
Il s'agit d'une adaptation de la pièce Agata créée en 2003 par Rocco Familiari (it).

## Synopsis
Agata (Valeria Golino) et Manfredi (Lorenzo Balducci), un jeune couple heureux, passent une matinée ensoleillée et insouciante dans un appartement luxueux. Pendant ce temps, dans la maison d'en face, un toxicomane (Caspar Capparoni) souffre de sevrage dans un environnement sordide. Excédé par les ébats des jeunes mariés, il s'empare à plusieurs reprises d'un fusil de chasse. La première fois, il hésite et tire sur le chat, mais la seconde fois, il fait un tir précis. Manfredi est tué sur le coup.

## Fiche technique
- Titre italien original : Il sole nero[1],[2]
- Réalisateur : Krzysztof Zanussi
- Scénario : Krzysztof Zanussi, Rocco Familiari (it) d'après sa pièce Agata créée en 2003.
- Photographie : Ennio Guarnieri
- Montage : Paola Freddi
- Musique : Wojciech Kilar
- Décors : Alfonso Rastelli
- Costumes : Sandra Cardini
- Production : Saïd Ben Saïd, Francesco Papa, Igor Uboldi
- Société de production : Edelweiss Cinematografica, Rai Cinema, Cinecittà, SBS Films
- Pays de production :  Italie -  France
- Langue originale : italien
- Format : couleur - 1,85:1 - 35 mm
- Durée : 90 minutes
- Genre : Drame de la vengeance
- Dates de sortie :
  - Italie : 15 juin 2007
  - France : 26 mars 2008

## Distribution
- Valeria Golino (VF : Gabriella Bonavera) : Agata
- Kaspar Capparoni : Salvo
- Lorenzo Balducci : Manfredi
- Marco Basile : Trafiquant de drogue
- Toni Bertorelli : commissaire
- Walter D'Errico : Policier
- Francesco Di Lorenzo : 2e policier
- Vittorio Di Paola : Armurier
- Rocco Familiari : Prêtre
- Remo Girone (en) : Anatomopathologiste
- Antonio Ianiello : Inspecteur adjoint
- Béatrice Kruger : Psychologue